# Johnny Oates
Johnny Lane Oates (* 21. Januar 1946 in Sylva, North Carolina; † 24. Dezember 2004 in Richmond, Virginia) war ein US-amerikanischer Baseballspieler und -manager in der Major League Baseball (MLB).
Oates spielte von 1972 bis 1981 für verschiedene Major-League-Teams, ohne jedoch außergewöhnliche Erfolge zu erreichen. Als Trainer arbeitete er von 1991 bis 1994 für die Baltimore Orioles und von 1994 bis 2001 für die Texas Rangers. Er gewann 1993 den Titel Trainer des Jahres, 1998 den Titel für die American League. Die Texas Rangers führte er 1996 zum ersten Mal in der Teamgeschichte in die Major-League-Playoffs. 1998 und 1999 gelang es ihm, mit seinem Team den Titel der AL West zu gewinnen. 2001 wurde bei Oates ein Gehirntumor diagnostiziert. Entgegen den Prognosen seiner Ärzte, er hätte nur noch weniger als ein Jahr zu leben, lebte er noch bis Ende 2004.
Seine ehemalige Rückennummer, die 26, wird von den Texas Rangers nicht mehr vergeben.